# مجموعة البورون
| المجموعة | 13     |
| الدورة   |        |
| -------- | ------ |
| 2        | 5 B    |
| 3        | 13 Al  |
| 4        | 31 Ga  |
| 5        | 49 In  |
| 6        | 81 Tl  |
| 7        | 113 Nh |

مجموعة البورون هي عناصر المجموعة الثالثة عشر الموجودة بالجدول الدوري للعناصر (طبقا لشكل الاتحاد الدولي للكيمياء البحتة والتطبيقية) وهذه العناصر تتميز بوجود ثلاث إلكترونات في غلاف الطاقة الخارجي لها. ويعتبر البورون من أشباه الفلزات، وباقى المجموعة تعتبر فلزات
تحوي هذه المجموعة العناصر التالية: البورون والألومنيوم والغاليوم والإنديوم والثاليوم بالإضافة إلى نيهونيوم

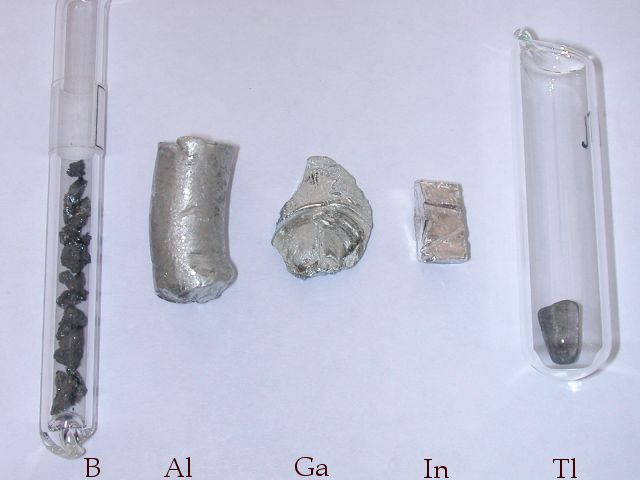
عناصر مجموعة البورون

## الخصائص العامة
تتميز عناصر مجموعة البورون بصغر أبعاد الأيونات وكبر شحناتها وارتفاع كمون التأين للأيون الموافق M+3، مما يوحي بأن طبيعة الرابطة الكيميائية في مركباتها هي رابطة مشتركة، إلا أن ذلك لا يلاحظ إلا في معظم مركبات البورون والعديد من المركبات البسيطة مثل كلوريد الألومنيوم وكلوريد الغاليوم، التي هي من طبيعة مشتركة في الحالة اللامميهة. أما في المحاليل فإن الإماهة تحرر كمية من الطاقة تعوض تلك القيمة لكمونات التأين مما يؤدي إلى ملاحظة الأيونات الفلزية في الحالة المميهة.
تبدي هذه العناصر جميعها رقم الأكسدة +3، كما أن بعض العناصر تحمل رقم الأكسدة +1 ويظهر هذا في العناصر الأكثر ثقلا كما في الثاليوم، حيث تعد مركباته أحادية التكافؤ أكثر ثباتاً.
هناك فروق واضحة بين نقطة انصهار عناصر هذه المجموعة ونقطة غليانها، حيث يظهر ذلك جلياً عند الغاليوم الذي يكون سائلاً على امتداد 2000°س تحت الضغط الجوي. هذا يفسر استخدام الغاليوم مغلفاً بالكوارتز لقياس درجات الحرارة المرتفعة.
لا تصادف عادة عناصر هذه الفصيلة بشكل حر في الطبيعة، وإنما توجد في مركباتها. أكثرها انتشارا هما البورون والألومنيوم، في حين أن باقي عناصر الفصيلة نادرة الانتشار.